# 盧瀚
盧瀚（1468年—？），字文淵，直隸揚州府江都縣人，民籍，明朝政治人物。

## 生平
弘治二年（1489年）己酉科應天府鄉試第七十七名舉人。弘治六年（1493年）中式癸丑科會試第六十七名，三甲第二十三名進士。授兖州府推官，有卓异政绩，当地人建祠祭祀他。行取为南京監察御史，出为岳州府知府，以病乞请归乡，不久去世。

## 家族
曾祖盧勝；祖父盧錦，遞運所大使；父盧垕，母劉氏；繼母俞氏。慈侍下。弟潮、淞。